# Quassolo
Quassolo là một đô thị ở tỉnh Torino trong vùng Piedmont, có vị trí cách khoảng 50 km về phía bắc của Torino, nước Ý. Tại thời điểm ngày 31 tháng 12 năm 2004, đô thị này có dân số 372 người và diện tích là 3,9 km².
Quassolo giáp các đô thị: Settimo Vittone, Tavagnasco, Brosso, và Borgofranco d'Ivrea.